# Gustavo Siviero
Gustavo Siviero (Laguna Paina, 13 settembre 1969) è un allenatore di calcio ed ex calciatore argentino, di ruolo difensore, tecnico del Maiorca B.

## Carriera

### Club
Ha diviso la carriera tra Argentina e Spagna: in patria ha giocato 14 incontri di Coppa Conmebol, vincendo l'edizione 1996 contro l' Independiente Santa Fe e arrivando nuovamente in finale nel 1997, perdendo contro i brasiliani dell'Atlético Mineiro. Arrivato agli spagnoli del Mallorca nel 1998, vince subito la Supercoppa spagnola, battendo nella doppia finale il Barcellona (3-1 complessivo tra andata e ritorno), conquistando così la sua prima e unica competizione nazionale. Nel 1999 arriva fino alla finale di Coppa delle Coppe, poi persa contro la Lazio per 2-1. Ritornato in patria nel 2005, si ritira a fine stagione.
Vanta anche 16 presenze nelle competizioni UEFA per club.
Appesi gli scarpini al chiodo, nel 2010 è divenuto allenatore.

## Palmarès

### Club

#### Competizioni internazionali
- Coppa CONMEBOL: 1

Lanús: 1996

#### Competizioni nazionali
- Supercoppa di Spagna: 1

Maiorca: 1998